# Дедам (Масачусетс)
Дедам (енгл. Dedham) насељено је место без административног статуса у америчкој савезној држави Масачусетс.

## Демографија
По попису из 2010. године број становника је 24.729, што је 1.265 (5,4%) становника више него 2000. године.
| Група             | 2000.          | 2010.          |
| Белци             | 21.873 (93,2%) | 21.047 (85,1%) |
| Афроамериканци    | 362 (1,5%)     | 1.344 (5,4%)   |
| Азијати           | 439 (1,9%)     | 640 (2,6%)     |
| Хиспаноамериканци | 567 (2,4%)     | 1.353 (5,5%)   |
| Укупно            | 23.464         | 24.729         |